# Saint-Jean-des-Vignes
Saint-Jean-des-Vignes è un comune francese di 403 abitanti situato nel dipartimento del Rodano della regione Alvernia-Rodano-Alpi.

## Società

### Evoluzione demografica
Abitanti censiti